# Amelie Soyka
Amelie Soyka (* 1971 in Heidelberg) ist eine deutsche Lektorin und Autorin.

## Leben und Wirken
Soyka studierte Theater- und Filmwissenschaft, Germanistik und Kunstgeschichte (M. A.) in Köln und London. Seit 2000 arbeitet sie freiberuflich als Lektorin für Verlage, Institutionen und Museen. 
Neben ihrer Tätigkeit als Lektorin verfasst Soyka auch selbst Geschichten, Gedichte und kulturwissenschaftliche Texte und entwickelt Geschichten für Daumenkinos. Außerdem schreibt und produziert sie akustische Ausstellungstexte, die etwa in Audiostationen kunsthistorischer Museen eingesetzt werden. Zu ihren Arbeiten auf diesem Gebiet zählt der Text für einen Audioguide zu den Kinderführungen im Museum August Macke Haus in Bonn, an dessen Produktion sie auch als Co-Produzentin beteiligt war.
Ihr erstes Buch mit dem Titel Raum und Geschlecht. Frauen im Road Movie der 90er Jahre veröffentlichte sie 2002. Soyka beschreibt, wie im Roadmovie-Genre die Gegenüberstellung von Zuhause und Reise traditionell mit Geschlechterrollen verknüpft ist, wobei Frauen meist dem Heim und Männer dem Unterwegssein zugeordnet werden. Sie hinterfragt, ob diese geschlechtsspezifische Raumaufteilung auch nach Filmen wie Thelma & Louise noch bestehen bleibt oder ob sie von Heldinnen am Steuer durchbrochen wird.
Im Jahr 2004 gab Amelie Soyka im AvivA Verlag die Anthologie Tanzen und tanzen und nichts als tanzen heraus, die 16 Biografien von Tänzerinnen der Moderne, darunter Josephine Baker, Valeska Gert und Mary Wigman, enthält. Die einzelnen Biografien wurden von verschiedenen Autorinnen aus dem Bereich Tanz und Theater verfasst, wie Gabriele Fritsch-Vivié, Yvonne Hardt und Ursula Pellaton. Neben ihrer Tätigkeit als Herausgeberin verfasste Soyka selbst das Kapitel über Valeska Gert und war damit auch inhaltlich als Autorin an der Anthologie beteiligt. Die Publikation erhielt breite Anerkennung in verschiedenen Medien: So verfasste Jutta Person, spätere Preisträgerin des Alfred-Kerr-Preises für Literaturkritik, Anfang 2005 eine Rezension für die Süddeutsche Zeitung (Rezensionsnotiz im Perlentaucher). Fachzeitschriften wie Ballett intern (Rezensent: Ralf Stabel) und ballett-tanz sowie feministische Zeitschriften wie Wir Frauen veröffentlichten wohlwollende Kritiken. Mit dem Thema Tanz beschäftigte sich Soyka auch in ihrem 2005 für die Sendung WDR 3.pm produzierten Radio-Feature Im Rausch der Körper – Von der Sinnlichkeit und Sittlichkeit des Paartanzes.
Für die literarische Kinderhörfunksendung Ohrenbär des rbb verfasst Soyka seit 2014 regelmäßig Textbeiträge, die von verschiedenen Sprecherinnen und Sprechern eingesprochen werden. Ihre Ohrenbär-Hörgeschichten präsentiert sie auch selbst im Rahmen von Lesungen sowie bei Kinder- und Jugendbuchtagen live.
Am 8. März 2025, dem Weltfrauentag, hielt Amelie Soyka im Edwin Scharff Museum im Neu-Ulm einen Vortrag mit dem Titel Hinaus ins Freie, ins Leben – Frauen um 1900 zwischen Tradition und Moderne. Ihr Vortrag beschäftigte sich mit den Pionierleistungen von Tänzerinnen der Moderne, die Anfang des 20. Jahrhunderts als Choreografinnen und Unternehmerinnen auftraten und gesellschaftliche Traditionen durchbrachen. Die Veranstaltung fand im Rahmen der Ausstellung Jeder Mensch ist ein Tänzer. Tanz wird Kunst im Edwin Scharff Museum statt, zu der Soyka auch als Mitautorin des Ausstellungskatalogs beitrug.
Soyka lebt und arbeitet in Köln. Sie ist Mitglied im Literatur-Atelier Köln und präsentiert ihre Texte regelmäßig bei literarischen Veranstaltungen, zum Beispiel im Rahmen von Lesungen im Literaturhaus Köln oder bei Projekten wie „TRANSIT – Vorübergehende Literatur am Kölner Ebertplatz“.

## Veröffentlichungen (Auswahl)
- Raum und Geschlecht. Frauen im Road Movie der 90er Jahre. Peter Lang Verlag, 2002, ISBN 978-3-631-38413-8.
- (als Herausgeberin): Tanzen und tanzen und nichts als tanzen. Tänzerinnen der Moderne von Josephine Baker bis Mary Wigman. AvivA, Berlin 2004, ISBN 978-3-932338-22-9; aktualisierte und erweiterte Fassung der Erstausgabe, AvivA, Berlin 2012, ISBN 978-3-932338-54-0.
- Lauter zischende kleine Raketen: Valeska Gert. In: Amelie Soyka (Hrsg.): Tanzen und tanzen und nichts als tanzen. Tänzerinnen der Moderne von Josephine Baker bis Mary Wigman. AvivA, Berlin 2004, ISBN 978-3-932338-22-9, S. 123–137.